# Ministerio de la Gobernación (España)
El Ministerio de la Gobernación fue un departamento gubernamental español que se formó por primera vez con las Cortes de Cádiz con intermitencia en sus funciones y denominación hasta 1977 en que es sustituido por el Ministerio del Interior.

## Historia
En el siglo XVIII lo relativo al gobierno interior del Reino de España era competencia de la
Secretaría de Estado.
Con las Cortes de Cádiz se estableció un Ministerio de Gobernación, que desapareció en 1814, y de nuevo resurgió al proclamar la Constitución de 1812 durante el Trienio Liberal de 1820 a 1823. En abril de ese año, tras la invasión de la coalición europea de la Santa Alianza, desapareció este ministerio que se sustituyó por el ministerio de Interior que duró únicamente de mayo a octubre de ese mismo año. El 4 de diciembre de 1835 volvió a denominarse el Ministerio de Gobernación: "Secretaría de Estado y del Despacho de la Gobernación del Reino" tras un periodo en que fue de Fomento y luego de Interior.
En 1847 este ministerio se escindió, manteniéndolo y creando un Ministerio de Comercio, Instrucción y Obras Públicas. De esta forma, el Ministerio de Gobernación mantenía las funciones de orden público, organización municipal y provincial, sanidad, correos y telégrafos. Era responsable de los Gobernadores Civiles desde donde se controlaba y manejaban las elecciones consiguiendo dar la victoria al gobierno, fundamentalmente en el periodo desde 1833 a 1931, hasta el punto que a uno de sus titulares, José Posada Herrera, fue denominado el "gran elector".
Durante la guerra civil española, Francisco Franco, en el territorio bajo dominio del ejército sublevado, constituye su primer gobierno creando un Ministerio de Orden Público de breve duración, cuyas funciones retornaron al de Gobernación.
Finalizada la contienda, la dictadura franquista, desde 1939 a 1975, mantuvo este ministerio, con las mismas funciones. Los gobernadores civiles, dependientes del ministerio, eran a su vez Jefes provinciales del Movimiento.
Durante la transición, en 1977 el Departamento se transformó en el Ministerio del Interior con menos competencias al centrarse más en seguridad pública.

## Ministros de la Gobernación
Listado de ministros de Gobernación desde 1874. Para a lista más extensa, con los que han ostentado el cargo con otra denominación, véase el Ministerio del Interior de España.
| Periodo                                | Inicio                   | Finalización             | Nombre                                                     | Partido                 |
| -------------------------------------- | ------------------------ | ------------------------ | ---------------------------------------------------------- | ----------------------- |
| Reinado de Alfonso XII (1874-1885)     | 31 de diciembre de 1874  | 7 de marzo de 1879       | Francisco Romero Robledo                                   | Partido Conservador     |
| Reinado de Alfonso XII (1874-1885)     | 7 de marzo de 1879       | 9 de diciembre de 1879   | Francisco Silvela y Le Vielleuze                           | Partido Conservador     |
| Reinado de Alfonso XII (1874-1885)     | 9 de diciembre de 1879   | 8 de febrero de 1881     | Francisco Romero Robledo                                   | Partido Conservador     |
| Reinado de Alfonso XII (1874-1885)     | 8 de febrero de 1881     | 9 de enero de 1883       | Venancio González y Fernández                              | Partido Liberal         |
| Reinado de Alfonso XII (1874-1885)     | 9 de enero de 1883       | 13 de octubre de 1883    | Pío Gullón Iglesias                                        | Partido Liberal         |
| Reinado de Alfonso XII (1874-1885)     | 13 de octubre de 1883    | 18 de enero de 1884      | Segismundo Moret y Prendergast                             | Partido Liberal         |
| Reinado de Alfonso XII (1874-1885)     | 18 de enero de 1884      | 13 de julio de 1885      | Francisco Romero Robledo                                   | Partido Conservador     |
| Reinado de Alfonso XII (1874-1885)     | 13 de julio de 1885      | 27 de noviembre de 1885  | Raimundo Fernández Villaverde                              | Partido Conservador     |
| Regencia de María Cristina (1885-1902) | 27 de noviembre de 1885  | 10 de octubre de 1886    | Venancio González y Fernández                              | Partido Liberal         |
| Regencia de María Cristina (1885-1902) | 10 de octubre de 1886    | 12 de noviembre de 1887  | Fernando León y Castillo                                   | Partido Liberal         |
| Regencia de María Cristina (1885-1902) | 12 de noviembre de 1887  | 14 de junio de 1888      | José Luis Albareda y Sezde                                 | Partido Liberal         |
| Regencia de María Cristina (1885-1902) | 14 de junio de 1888      | 11 de diciembre de 1888  | Segismundo Moret y Prendergast                             | Partido Liberal         |
| Regencia de María Cristina (1885-1902) | 11 de diciembre de 1888  | 5 de julio de 1890       | Trinitario Ruiz Capdepón                                   | Partido Liberal         |
| Regencia de María Cristina (1885-1902) | 5 de julio de 1890       | 23 de noviembre de 1891  | Francisco Silvela y Le Vielleuze                           | Partido Conservador     |
| Regencia de María Cristina (1885-1902) | 23 de noviembre de 1891  | 25 de junio de 1892      | José Elduayen Gorriti                                      | Partido Conservador     |
| Regencia de María Cristina (1885-1902) | 25 de junio de 1892      | 30 de noviembre de 1892  | Raimundo Fernández Villaverde                              | Partido Conservador     |
| Regencia de María Cristina (1885-1902) | 30 de noviembre de 1892  | 11 de diciembre de 1892  | Manuel Danvila Collado                                     | Partido Conservador     |
| Regencia de María Cristina (1885-1902) | 11 de diciembre de 1892  | 14 de octubre de 1893    | Venancio González y Fernández                              | Partido Liberal         |
| Regencia de María Cristina (1885-1902) | 14 de octubre de 1893    | 12 de marzo de 1894      | Joaquín López Puigcerver                                   | Partido Liberal         |
| Regencia de María Cristina (1885-1902) | 12 de marzo de 1894      | 4 de noviembre de 1894   | Alberto Aguilera Velasco                                   | Partido Liberal         |
| Regencia de María Cristina (1885-1902) | 4 de noviembre de 1894   | 23 de marzo de 1895      | Trinitario Ruiz Capdepón                                   | Partido Liberal         |
| Regencia de María Cristina (1885-1902) | 23 de marzo de 1895      | 4 de octubre de 1897     | Fernando Cos-Gayón y Pons                                  | Partido Conservador     |
| Regencia de María Cristina (1885-1902) | 4 de octubre de 1897     | 4 de marzo de 1899       | Trinitario Ruiz Capdepón                                   | Partido Liberal         |
| Regencia de María Cristina (1885-1902) | 4 de marzo de 1899       | 23 de octubre de 1900    | Eduardo Dato Iradier                                       | Partido Conservador     |
| Regencia de María Cristina (1885-1902) | 23 de octubre de 1900    | 6 de marzo de 1901       | Francisco Javier Ugarte Pagés                              | Partido Conservador     |
| Regencia de María Cristina (1885-1902) | 6 de marzo de 1901       | 15 de julio de 1901      | Segismundo Moret y Prendergast                             | Partido Liberal         |
| Regencia de María Cristina (1885-1902) | 15 de julio de 1901      | 23 de julio de 1901      | Miguel Villanueva y Gómez                                  | Partido Liberal         |
| Regencia de María Cristina (1885-1902) | 23 de julio de 1901      | 19 de marzo de 1902      | Alfonso González Lozano                                    | Partido Liberal         |
| Regencia de María Cristina (1885-1902) | 19 de marzo de 1902      | 17 de mayo de 1902       | Segismundo Moret y Prendergast                             | Partido Liberal         |
| Reinado de Alfonso XIII (1902-1931)    | 17 de mayo de 1902       | 6 de diciembre de 1902   | Segismundo Moret y Prendergast                             | Partido Liberal         |
| Reinado de Alfonso XIII (1902-1931)    | 6 de diciembre de 1902   | 20 de julio de 1903      | Antonio Maura y Montaner                                   | Partido Conservador     |
| Reinado de Alfonso XIII (1902-1931)    | 20 de julio de 1903      | 5 de diciembre de 1903   | Antonio García Alix                                        | Partido Conservador     |
| Reinado de Alfonso XIII (1902-1931)    | 5 de diciembre de 1903   | 5 de diciembre de 1904   | José Sánchez Guerra                                        | Partido Conservador     |
| Reinado de Alfonso XIII (1902-1931)    | 5 de diciembre de 1904   | 16 de diciembre de 1904  | Manuel Allendesalazar Muñoz                                | Partido Conservador     |
| Reinado de Alfonso XIII (1902-1931)    | 16 de diciembre de 1904  | 27 de enero de 1905      | Francisco Javier González de Castejón y Elío               | Partido Conservador     |
| Reinado de Alfonso XIII (1902-1931)    | 27 de enero de 1905      | 23 de junio de 1905      | Augusto González Besada                                    | Partido Conservador     |
| Reinado de Alfonso XIII (1902-1931)    | 23 de junio de 1905      | 1 de diciembre de 1905   | Manuel García Prieto                                       | Partido Liberal         |
| Reinado de Alfonso XIII (1902-1931)    | 1 de diciembre de 1905   | 10 de junio de 1906      | Álvaro de Figueroa y Torres                                | Partido Liberal         |
| Reinado de Alfonso XIII (1902-1931)    | 10 de junio de 1906      | 6 de julio de 1906       | Benigno Quiroga y López Ballesteros                        | Partido Liberal         |
| Reinado de Alfonso XIII (1902-1931)    | 6 de julio de 1906       | 30 de noviembre de 1906  | Bernabé Dávila y Bertololi                                 | Partido Liberal         |
| Reinado de Alfonso XIII (1902-1931)    | 30 de noviembre de 1906  | 4 de diciembre de 1906   | Benigno Quiroga y López Ballesteros                        | Partido Liberal         |
| Reinado de Alfonso XIII (1902-1931)    | 4 de diciembre de 1906   | 25 de enero de 1907      | Álvaro de Figueroa y Torres                                | Partido Liberal         |
| Reinado de Alfonso XIII (1902-1931)    | 25 de enero de 1907      | 21 de octubre de 1909    | Juan de la Cierva y Peñafiel                               | Partido Conservador     |
| Reinado de Alfonso XIII (1902-1931)    | 21 de octubre de 1909    | 9 de febrero de 1910     | Segismundo Moret y Predergast                              | Partido Liberal         |
| Reinado de Alfonso XIII (1902-1931)    | 9 de febrero de 1910     | 2 de enero de 1911       | Fernando Merino Villarino                                  | Partido Liberal         |
| Reinado de Alfonso XIII (1902-1931)    | 2 de enero de 1911       | 3 de abril de 1911       | Demetrio Alonso Castrillo                                  | Partido Liberal         |
| Reinado de Alfonso XIII (1902-1931)    | 3 de abril de 1911       | 29 de junio de 1911      | Trinitario Ruiz Valarino                                   | Partido Liberal         |
| Reinado de Alfonso XIII (1902-1931)    | 29 de junio de 1911      | 31 de diciembre de 1912  | Antonio Barroso Castillo                                   | Partido Liberal         |
| Reinado de Alfonso XIII (1902-1931)    | 31 de diciembre de 1912  | 27 de octubre de 1913    | Santiago Alba Bonifaz                                      | Partido Liberal         |
| Reinado de Alfonso XIII (1902-1931)    | 27 de octubre de 1913    | 9 de diciembre de 1915   | José Sánchez Guerra                                        | Partido Conservador     |
| Reinado de Alfonso XIII (1902-1931)    | 9 de diciembre de 1915   | 30 de abril de 1916      | Santiago Alba Bonifaz                                      | Partido Liberal         |
| Reinado de Alfonso XIII (1902-1931)    | 30 de abril de 1916      | 19 de abril de 1917      | Joaquín Ruiz Jiménez                                       | Partido Liberal         |
| Reinado de Alfonso XIII (1902-1931)    | 19 de abril de 1917      | 11 de junio de 1917      | Julio Burell y Cuéllar                                     | Partido Liberal         |
| Reinado de Alfonso XIII (1902-1931)    | 11 de junio de 1917      | 3 de noviembre de 1917   | José Sánchez Guerra                                        | Partido Conservador     |
| Reinado de Alfonso XIII (1902-1931)    | 3 de noviembre de 1917   | 22 de marzo de 1918      | José Bahamonde y de Lanz                                   | Partido Liberal         |
| Reinado de Alfonso XIII (1902-1931)    | 23 de marzo de 1918      | 9 de noviembre de 1918   | Manuel García Prieto                                       | Partido Liberal         |
| Reinado de Alfonso XIII (1902-1931)    | 12 de agosto de 1918     | 31 de agosto de 1918     | Jose Rosado Gil                                            | Partido Liberal         |
| Reinado de Alfonso XIII (1902-1931)    | 9 de noviembre de 1918   | 5 de diciembre de 1918   | Luis Silvela Casado                                        | Partido Liberal         |
| Reinado de Alfonso XIII (1902-1931)    | 5 de diciembre de 1918   | 15 de abril de 1919      | Amalio Gimeno y Cabañas                                    | Partido Liberal         |
| Reinado de Alfonso XIII (1902-1931)    | 15 de abril de 1919      | 20 de julio de 1919      | Antonio Goicoechea y Cosculluela                           | Partido Conservador     |
| Reinado de Alfonso XIII (1902-1931)    | 20 de julio de 1919      | 12 de diciembre de 1919  | Manuel de Burgos y Mazo                                    | Partido Conservador     |
| Reinado de Alfonso XIII (1902-1931)    | 12 de diciembre de 1919  | 5 de mayo de 1920        | Joaquín Fernández Prida                                    | Partido Conservador     |
| Reinado de Alfonso XIII (1902-1931)    | 5 de mayo de 1920        | 1 de septiembre de 1920  | Francisco Bergamín García                                  | Partido Conservador     |
| Reinado de Alfonso XIII (1902-1931)    | 1 de septiembre de 1920  | 14 de agosto de 1921     | Gabino Bugallal Araújo                                     | Partido Conservador     |
| Reinado de Alfonso XIII (1902-1931)    | 14 de agosto de 1921     | 8 de marzo de 1922       | Rafael Coello y Oliván                                     | Militar                 |
| Reinado de Alfonso XIII (1902-1931)    | 8 de marzo de 1922       | 7 de diciembre de 1922   | Vicente Piniés Bayona                                      | Partido Conservador     |
| Reinado de Alfonso XIII (1902-1931)    | 7 de diciembre de 1922   | 15 de septiembre de 1923 | Martín Rosales Martel                                      | Partido Liberal         |
| Reinado de Alfonso XIII (1902-1931)    | 17 de septiembre de 1923 | 22 de septiembre de 1923 | Millán Millán de Priego                                    | Militar                 |
| Reinado de Alfonso XIII (1902-1931)    | 22 de septiembre de 1923 | 30 de enero de 1930      | Severiano Martínez Anido                                   | Militar                 |
| Reinado de Alfonso XIII (1902-1931)    | 30 de enero de 1930      | 25 de noviembre de 1930  | Enrique Marzo Balaguer                                     | Militar                 |
| Reinado de Alfonso XIII (1902-1931)    | 25 de noviembre de 1930  | 18 de febrero de 1931    | Leopoldo Matos y Massieu                                   | Indep.                  |
| Reinado de Alfonso XIII (1902-1931)    | 18 de febrero de 1931    | 14 de abril de 1931      | José María de Hoyos y Vinent                               | Militar                 |
| II República (1931-1936)               | 14 de abril de 1931      | 14 de octubre de 1931    | Miguel Maura Gamazo                                        | PRC                     |
| II República (1931-1936)               | 14 de octubre de 1931    | 12 de septiembre de 1933 | Santiago Casares Quiroga                                   | FRG                     |
| II República (1931-1936)               | 12 de septiembre de 1933 | 8 de octubre de 1933     | Diego Martínez Barrio                                      | PRR                     |
| II República (1931-1936)               | 8 de octubre de 1933     | 23 de enero de 1934      | Manuel Rico Avelló                                         | Indep.                  |
| II República (1931-1936)               | 23 de enero de 1934      | 3 de marzo de 1934       | Diego Martínez Barrio                                      | PRR                     |
| II República (1931-1936)               | 3 de marzo de 1934       | 4 de octubre de 1934     | Rafael Salazar Alonso                                      | PRR                     |
| II República (1931-1936)               | 4 de octubre de 1934     | 3 de abril de 1935       | Eloy Vaquero Cantillo                                      | PRR                     |
| II República (1931-1936)               | 3 de abril de 1935       | 25 de septiembre de 1935 | Manuel Portela Valladares                                  | Indep.                  |
| II República (1931-1936)               | 25 de septiembre de 1935 | 14 de diciembre de 1935  | Joaquín de Pablo-Blanco Torres                             | PRR                     |
| II República (1931-1936)               | 14 de diciembre de 1935  | 19 de febrero de 1936    | Manuel Portela Valladares                                  | Indep.                  |
| II República (1931-1936)               | 19 de febrero de 1936    | 17 de abril de 1936      | Amós Salvador Carreras                                     | IR                      |
| II República (1931-1936)               | 17 de abril de 1936      | 19 de julio de 1936      | Santiago Casares Quiroga                                   | IR                      |
| II República (1931-1936)               | 19 de julio de 1936      | 19 de julio de 1936      | Augusto Barcia Trelles                                     | IR                      |
| II República (1931-1936)               | 19 de julio de 1936      | 4 de septiembre de 1936  | Sebastián Pozas Perea                                      | Militar                 |
| II República (1931-1936)               | 4 de septiembre de 1936  | 17 de mayo de 1937       | Ángel Galarza Gago                                         | PSOE                    |
| II República (1931-1936)               | 17 de mayo de 1937       | 5 de abril de 1938       | Julián Zugazagoitia Mendiesta                              | PSOE                    |
| II República (1931-1936)               | 5 de abril de 1938       | 5 de marzo de 1939       | Paulino Gómez Sáiz                                         | PSOE                    |
| II República (1931-1936)               | 5 de marzo de 1939       | 28 de marzo de 1939      | Wenceslao Carrillo Alonso-Forjador                         | PSOE                    |
| Dictadura Franquista (1936-1975)       | 24 de diciembre de 1938  | 16 de octubre de 1940    | Ramón Serrano Súñer                                        | FET y de las JONS       |
| Dictadura Franquista (1936-1975)       | 16 de octubre de 1940    | 3 de septiembre de 1942  | Valentín Galarza Morante                                   | FET y de las JONS       |
| Dictadura Franquista (1936-1975)       | 3 de septiembre de 1942  | 25 de febrero de 1957    | Blas Pérez González                                        | FET y de las JONS       |
| Dictadura Franquista (1936-1975)       | 25 de febrero de 1957    | 29 de octubre de 1969    | Camilo Alonso Vega / Vicente Fernández Bascarán (Interino) | FET y de las JONS       |
| Dictadura Franquista (1936-1975)       | 29 de octubre de 1969    | 9 de junio de 1973       | Tomás Garicano Goñi                                        | FET y de las JONS       |
| Dictadura Franquista (1936-1975)       | 9 de junio de 1973       | 3 de enero de 1974       | Carlos Arias Navarro                                       | FET y de las JONS       |
| Dictadura Franquista (1936-1975)       | 3 de enero de 1974       | 12 de diciembre de 1975  | José García Hernández                                      | FET y de las JONS       |
| Reinado de Juan Carlos I (1975-1977)   | 12 de diciembre de 1975  | 5 de julio de 1976       | Manuel Fraga Iribarne                                      | FET y de las JONS       |
| Reinado de Juan Carlos I (1975-1977)   | 5 de julio de 1976       | 5 de abril de 1979       | Rodolfo Martín Villa                                       | FET y de las JONS y UCD |